# Eliezer
Eliezer – postać biblijna ze Starego Testamentu.
Jego imię znaczy „Bóg mego ojca był dla mnie pomocą”. Główny sługa Abrahama, który miał po nim dziedziczyć, gdy Abraham nie miał potomka. Najprawdopodobniej to Eliezerowi powierzono misję udania się do Mezopotamii po żonę dla Izaaka.
Pojawia się w Księdze Rodzaju 15,2; 24